# Maria Antonia di Braganza
Maria Antonia di Braganza (nome completo Maria Antonia Adelaide Camila Carolina Eulalia Leopoldina Sofia Inês Francesca d'Assisi e di Paola Micaela Rafaela Gabriela Gonzaga Gregoria Bernardina Benedetta Andrea di Braganza del Portogallo; Wertheim, 28 novembre 1862 – Colmar-Berg, 14 maggio 1959) fu un'infanta portoghese e duchessa consorte titolare di Parma.

## Biografia

### Infanzia
Maria Antonia, settimogenita del re Michele I del Portogallo e di Adelaide di Löwenstein-Wertheim-Rosenberg, nacque in Germania durante l'esilio del padre, bandito dal Portogallo da suo fratello Pietro IV del Portogallo dopo avere perso il trono nelle guerre liberali.

### Matrimonio
Il 15 ottobre 1884 a Schloss Fischorn sposò il duca Roberto I di Parma, divenendone la seconda moglie. Mise al mondo dodici figli. Il duca aveva avuto dalla prima moglie Maria Pia di Borbone-Due Sicilie altri dodici figli.

### Morte
Maria Antonia rimase vedova alla morte di Roberto, avvenuta a Villa Pianore il 16 novembre 1907. In seguito visse con la figlia Zita in esilio e nel 1940 insieme all'altra figlia Isabella si trasferirono, conducendo una vita modesta, in Québec. Finita la seconda guerra mondiale, Maria Antonia si trasferì nel castello di Berg, in Lussemburgo, dove celebrò il suo novantesimo compleanno; vi morì sei anni dopo, nel 1959. Come lei gran parte dei suoi figli e nipoti sono stati molto longevi.

## Discendenza
Maria e Roberto I di Parma ebbero dodici figli:
- Principessa Maria Adelaide (1885-1959). Divenne monaca benedettina nel monastero di Solesmes (Francia).
- Principe Sisto (1886-1934). Sposò Hedwige de La Rochefoucauld ed ebbe una figlia, Isabelle.
- Principe Saverio (1889-1977). Sposò Madeleine de Bourbon-Busset. Pretendente al trono della Famiglia Ducale di Parma (1974-77) con il nome di Saverio I di Parma.
- Principessa Maria Francesca (1890-1978). Divenne monaca benedettina nel monastero di Solesmes.
- Principessa Zita (1892-1989). Sposò l'imperatore Carlo I d'Austria.
- Principe Felice (1893-1970). Sposò la granduchessa Charlotte di Lussemburgo, sua cugina di primo grado (le loro madri erano sorelle).
- Principe Renato (1894-1962). Sposato con la principessa Margherita di Danimarca.
- Principessa Maria Antonia (1895-1977). Divenne monaca benedettina nel monastero di Solesmes (Francia).
- Principessa Isabella (1898-1984). Morì non sposata.
- Principe Luigi (1899-1967). Sposò la principessa Maria Francesca di Savoia.
- Principessa Enrichetta (1903-1987). Morì non sposata.
- Principe Gaetano (1905-1958). Sposò la principessa Margherita della Torre e Tasso figlia di Alessandro della Torre e Tasso, I Duca di Castel Duino. Ebbero una figlia, Diana, e divorziarono a Budapest il 24 gennaio 1940.

## Titoli e trattamento
- 28 novembre 1862 - 14 gennaio de 1884: Sua Altezza Reale, Infanta Doña Maria Antonia del Portogallo
- 14 gennaio 1884 - 16 novembre 1907: Sua Altezza Reale, la Duchessa di Parma
- 16 novembre 1907 - 14 maggio 1959: Sua Altezza Reale, la Duchessa vedova di Parma

## Ascendenza
|                                                                  |                                                          |                                                                | Genitori                                  |  |  | Nonni |  |  | Bisnonni                  |  |  | Trisnonni                 |  |
|                                                                  |                                                          |                                                                |                                           |  |  |       |  |  | Pietro III del Portogallo |  |  | Giovanni V del Portogallo |  |
|                                                                  |                                                          |                                                                |                                           |  |  |       |  |  | Pietro III del Portogallo |  |  | Giovanni V del Portogallo |  |
|                                                                  |                                                          | Maria Anna d'Austria                                           |                                           |  |  |       |  |  | Pietro III del Portogallo |  |  |                           |  |
| Giovanni VI del Portogallo                                       |                                                          |                                                                |                                           |  |  |       |  |  | Pietro III del Portogallo |  |  |                           |  |
|                                                                  |                                                          | Maria I del Portogallo                                         | Giuseppe I del Portogallo                 |  |  |       |  |  |                           |  |  |                           |  |
|                                                                  |                                                          | Maria I del Portogallo                                         | Giuseppe I del Portogallo                 |  |  |       |  |  |                           |  |  |                           |  |
|                                                                  |                                                          | Maria I del Portogallo                                         | Marianna Vittoria di Borbone-Spagna       |  |  |       |  |  |                           |  |  |                           |  |
| Michele del Portogallo                                           |                                                          | Maria I del Portogallo                                         |                                           |  |  |       |  |  |                           |  |  |                           |  |
|                                                                  |                                                          | Carlo IV di Spagna                                             | Carlo III di Spagna                       |  |  |       |  |  |                           |  |  |                           |  |
|                                                                  |                                                          | Carlo IV di Spagna                                             | Carlo III di Spagna                       |  |  |       |  |  |                           |  |  |                           |  |
|                                                                  |                                                          | Carlo IV di Spagna                                             | Maria Amalia di Sassonia                  |  |  |       |  |  |                           |  |  |                           |  |
| Carlotta Gioacchina di Borbone-Spagna                            |                                                          | Carlo IV di Spagna                                             |                                           |  |  |       |  |  |                           |  |  |                           |  |
|                                                                  |                                                          | Maria Luisa di Borbone-Parma                                   | Filippo I di Parma                        |  |  |       |  |  |                           |  |  |                           |  |
|                                                                  |                                                          | Maria Luisa di Borbone-Parma                                   | Filippo I di Parma                        |  |  |       |  |  |                           |  |  |                           |  |
|                                                                  |                                                          | Maria Luisa di Borbone-Parma                                   | Elisabetta di Borbone-Francia             |  |  |       |  |  |                           |  |  |                           |  |
| Maria Antonia del Portogallo                                     |                                                          | Maria Luisa di Borbone-Parma                                   |                                           |  |  |       |  |  |                           |  |  |                           |  |
|                                                                  | Carlo Tommaso, Principe di Löwenstein-Wertheim-Rosenberg | Domenico Costantino, Principe di Löwenstein-Wertheim-Rochefort |                                           |  |  |       |  |  |                           |  |  |                           |  |
|                                                                  | Carlo Tommaso, Principe di Löwenstein-Wertheim-Rosenberg | Domenico Costantino, Principe di Löwenstein-Wertheim-Rochefort |                                           |  |  |       |  |  |                           |  |  |                           |  |
|                                                                  | Carlo Tommaso, Principe di Löwenstein-Wertheim-Rosenberg | Maria Leopoldina di Hohenlohe-Bartenstein                      |                                           |  |  |       |  |  |                           |  |  |                           |  |
| Costantino, Principe Ereditario di Löwenstein-Wertheim-Rosenberg | Carlo Tommaso, Principe di Löwenstein-Wertheim-Rosenberg |                                                                |                                           |  |  |       |  |  |                           |  |  |                           |  |
|                                                                  |                                                          | Sofia di Windisch-Grätz                                        | Giuseppe Nicola di Windisch-Grätz         |  |  |       |  |  |                           |  |  |                           |  |
|                                                                  |                                                          | Sofia di Windisch-Grätz                                        | Giuseppe Nicola di Windisch-Grätz         |  |  |       |  |  |                           |  |  |                           |  |
|                                                                  |                                                          | Sofia di Windisch-Grätz                                        | Leopoldina di Arenberg                    |  |  |       |  |  |                           |  |  |                           |  |
| Adelaide di Löwenstein-Wertheim-Rosenberg                        |                                                          | Sofia di Windisch-Grätz                                        |                                           |  |  |       |  |  |                           |  |  |                           |  |
|                                                                  |                                                          | Carlo Ludovico I di Hohenlohe-Langenburg                       | Cristiano Alberto di Hohenlohe-Langenburg |  |  |       |  |  |                           |  |  |                           |  |
|                                                                  |                                                          | Carlo Ludovico I di Hohenlohe-Langenburg                       | Cristiano Alberto di Hohenlohe-Langenburg |  |  |       |  |  |                           |  |  |                           |  |
|                                                                  |                                                          | Carlo Ludovico I di Hohenlohe-Langenburg                       | Carolina di Stolberg-Gedern               |  |  |       |  |  |                           |  |  |                           |  |
| Agnese di Hohenlohe-Langenburg                                   |                                                          | Carlo Ludovico I di Hohenlohe-Langenburg                       |                                           |  |  |       |  |  |                           |  |  |                           |  |
|                                                                  |                                                          | Amalia Enrichetta di Solms-Baruth                              | Giovanni Cristiano II di Solms-Baruth     |  |  |       |  |  |                           |  |  |                           |  |
|                                                                  |                                                          | Amalia Enrichetta di Solms-Baruth                              | Giovanni Cristiano II di Solms-Baruth     |  |  |       |  |  |                           |  |  |                           |  |
|                                                                  |                                                          | Amalia Enrichetta di Solms-Baruth                              | Federica di Reuss-Köstritz                |  |  |       |  |  |                           |  |  |                           |  |
|                                                                  |                                                          | Amalia Enrichetta di Solms-Baruth                              |                                           |  |  |       |  |  |                           |  |  |                           |  |